# Coventry stift
Coventry stift (engelska: Diocese of Coventry) är ett stift inom Engelska kyrkan, som omfattar Coventry och Warwickshire. Stiftet ingår i Canterbury kyrkoprovins, och har tidigare hört samman med stiften i Worcester och Lichfield. Det moderna stiftet upprättades den 6 september 1918 ur Worcester stift.

## Organisation
Stiftet leds av biskopen av Coventry, med råd och samtycke av representanter för stiftets präster och lekmän, samlade i stiftssynoden. I november 2024 utsågs Sofie Jelley till ny biskop av Coventry, hon tillträdde i juni 2025.
Till sin hjälp har biskopen en suffraganbiskop, biskopen av Warwick. Suffraganbiskopen är en fullvärdig biskop, men utan eget stift och underställd stiftsbiskopen. Posten är vakant sedan augusti 2023. Posten har varit vakant sedan augusti 2023; biskop Jelley meddelade vid sin första stiftssynod i juli 2025 att hon avser att rekrytera en ny suffraganbiskop, men att processen inte kommer påbörjas förrän hon lärt känna stiftet.
Stiftet är unikt i Engelska kyrkan genom att ärkediakonerna inte är knutna till ett visst geografiskt område, utan gemensamt ansvarar för hela stiftet.

## Domkyrka
Biskopssäte är Sankt Mikaelskatedralen i Coventry. Den ursprungliga katedralen från 1300-talet står kvar som en ruin, och utgör fonden för den nybyggda katedral som började byggas 1956 och invigdes 1962. Arkitekt var Basil Spence.
I samband med att katedralen bombades i november 1940 har katedralen antagit ett särskilt fokus på försoning. Jesusorden "Fader förlåt" har målats på den gamla katedralen, och används också som svar i den särskilda litania som utvecklats i domkyrkoförsamlingen.

## Verksamhet
Stiftet ingår i West Midlands storstadsområde, och har därför en tyngdpunkt inom städer. Stiftet finansierar två universitetspräster, och har tillsyn över ett antal präster som verkar vid fängelser, sjukhus och yrkeshögskolor. Stiftets ekonomiska förvaltning sköts av Coventry Diocesan Board of Finance Ltd, där ledamöterna i biskopens råd utgör styrelse. Verksamheten omsatte 10,2 miljoner pund (2019).